# Fundamentální grupa

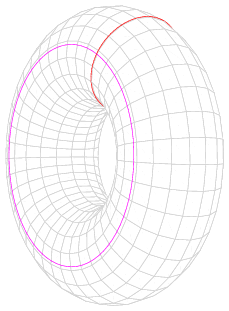
Dvě křivky na toru, z nichž ani jednu nelze stáhnout do bodu. Fundamentální grupa popisuje množinu všech různých nestažitelných křivek.

Fundamentální grupa je pojem z matematiky, přesněji z algebraické topologie. Popisuje křivky, které se v daném prostoru nedají stáhnout do bodu.

## Definice
Nechť {\displaystyle X} je topologický prostor a {\displaystyle x} je prvkem {\displaystyle X}.
Zaveďme prostor {\displaystyle C} oblouků začínajících v {\displaystyle x} předpisem
{\displaystyle C=\{s:[0,1]\to X,s{\mbox{ je spojité a }}s(0)=s(1)=x\}}.
Pro každé {\displaystyle a}, {\displaystyle b} z {\displaystyle C} definujme element {\displaystyle a+b} z {\displaystyle C} formulí {\displaystyle (a+b)(t):=a(2t)} pro {\displaystyle t\in [0,1/2]} a {\displaystyle (a+b)(t)=b(2t-1)} pro {\displaystyle t\in [1/2,1]} a element {\displaystyle a^{-1}} z {\displaystyle C} předpisem {\displaystyle a^{-1}(t)=a(1-t)} pro {\displaystyle t\in [0,1]}. Nakonec definujme element {\displaystyle e(t):=x} pro každé {\displaystyle t\in [0,1]}.
Snadno lze ověřit, že {\displaystyle (C,+,^{-1},e)} je grupa.
Definujme na C relaci ekvivalence {\displaystyle \simeq }. Položíme {\displaystyle a\simeq b}, právě tehdy když oblouk {\displaystyle a} je homotopický oblouku {\displaystyle b}.
Definujme {\displaystyle \pi _{1}(X,x):=C/\simeq }.
Dá se ukázat, že grupa C určuje přirozeně strukturu grupy na {\displaystyle \pi _{1}(X,x)}. Tato se nazývá první homotopická grupa topologického prostoru {\displaystyle X}, respektive fundamentální grupa X .
Pokud {\displaystyle X} je obloukově souvislý, potom {\displaystyle \pi _{1}(X,x_{0})\simeq \pi _{1}(X,x_{1})} pro každé {\displaystyle x_{0},} {\displaystyle x_{1}} z {\displaystyle X},
tj. první homotopická grupa pro obloukově souvislý topologický prostor je až na izomorfizmus nezávislá na bodu {\displaystyle x}. Tato grupa se proto někdy nazývá jenom fundamentální grupa prostoru, {\displaystyle \pi _{1}(X)}.

## Příklady
Fundamentální grupa Euklidova prostoru je triviální, {\displaystyle \pi _{1}(R^{n},0)\simeq 0}, neboť {\displaystyle R^{n}} je kontraktibilní.
Fundamentální grupa Euklidova prostoru bez bodu je izomorfní grupě celých čísel, {\displaystyle \pi _{1}(R^{2}-\{0\},1)\simeq \mathbb {Z} }. Podobně fundamentální grupa kružnice {\displaystyle \pi _{1}(S^{1})\simeq \mathbb {Z} }.
Fundamentální grupa součinu topologických prostorů je izomorfní součinu příslušných fundamentálních grup. Například pro torus je {\displaystyle \pi _{1}(T^{2},m)\simeq \mathbb {Z} \oplus \mathbb {Z} }, kde {\displaystyle T^{2}} je torus a {\displaystyle m} jeho nějaký bod. Generátory {\displaystyle (1,0)\in \mathbb {Z} \oplus \mathbb {Z} }
a {\displaystyle (0,1)\in \mathbb {Z} \oplus \mathbb {Z} } reprezentují (třídu homotopie) velké a malé kružnice toru {\displaystyle T^{2}}.
Fundamentální grupa Kleinovy láhve je izomorfní {\displaystyle \mathbb {Z} \oplus \mathbb {Z} _{2}} Prvek (0,1) tedy odpovídá nestažitelné uzavřené křivce, která když se objede dvakrát, stane se stažitelnou.
Fundamentální grupa číslice "8" (chápané jako křivky v rovině) je volná grupa o dvou generátorech.

## Tvrzení
- Libovolná grupa je izomorfní fundamentální grupě nějakého topologického prostoru.
- Fundamentální grupa součinu prostorů je izomorfní součinu příslušných fundamentálních grup.
- Abelianizace fundamentální grupy je první homologická grupa.
- Pokud má prostor univerzální nakrytí, pak podgrupy fundamentální grupy odpovídají jeho nakrytím a normální podgrupy odpovídají jeho normálním nakrytím.

## Aplikace
Základní věta algebry se dá lehce dokázat pomocí tvrzení, že fundamentální grupa kružnice je izomorfní {\displaystyle \mathbb {Z} }. Kdyby totiž polynom p stupně k neměl kořen, zobrazení {\displaystyle p/|p|} z dostatečně velké kružnice {\displaystyle K_{1}} do jednotkové kružnice {\displaystyle S^{1}} by objelo jednotkovou kružnici k krát. Tato křivka tedy odpovídá prvku k ve fundamentální grupě {\displaystyle S^{1}}. V prostoru {\displaystyle \mathbb {C} } je {\displaystyle K_{1}} stažitelná do bodu, tudíž k=0 a polynom p je konstantní.
Podobně Brouwerova věta o pevném bodu je v případě dvourozměrné koule jednoduchá aplikace netriviálnosti fundamentální grupy kružnice.
V případě kompaktních variet fundamentální grupa úzce souvisí s existencí vektorového pole, kterého rotace je nulová, ale které není gradientem žádného potenciálu.
U reprezentací Lieovy grupy G souvisí fundamentální grupa s existencí reprezentací její Lieovy algebry, které neodpovídají žádné reprezentaci Lieovy grupy G.
V teorii uzlů se často studuje fundamentální grupa doplňku uzlů v {\displaystyle \mathbb {R} ^{3}} (anebo jiném prostoru), která popisuje jisté invariantní vlastnosti uzlu.

## Motivace a zobecnění
Pojem fundamentální grupy vznikl z potřeb analýzy funkcí komplexní proměnné, zejména teorie integrálů na Riemannových plochách, resp. tzv. algebraických mnohoznačných funkcí v souvislosti s výzkumem tzv. matice period mnohoznačné algebraické funkce. V současnosti je pojem užíván především v algebraické topologii,
algebraické geometrii aj. oblastech matematiky, jakou je např. teorie uzlů.
Pojem fundamentální grupy je zobecněn pojmem homotopického grupoidu[zdroj?].
Fundamentální grupa je pouze první z řady homotopických grup. Vyšší homotopické grupy zavedl matematik Eduard Čech